# Mouzieys-Teulet
Mouzieys-Teulet är en kommun i departementet Tarn i regionen Occitanien i södra Frankrike. Kommunen ligger i kantonen Villefranche-d'Albigeois som tillhör arrondissementet Albi. År 2022 hade Mouzieys-Teulet 494 invånare.

## Befolkningsutveckling
Antalet invånare i kommunen Mouzieys-Teulet
| Referens: INSEE |